# Ivona Juka
Ivona Juka (Zagreb, 28. ožujka 1975.), hrvatska je i crnogorska filmska redateljica, glumica i scenaristica. Članica je Europske filmske akademije.
Svojim kratkim filmovima Smeće i Editing bila je uvrštena u natjecateljske programe više američkih filmskih festivala, a i Europska filmska akademija bila ju je uvrstila među 5 izabranih studenata čiji su radovi prikazani na svečanosti dodjele nagrada za obećavajuće europske redatelje u Berlinu.
Poznata je po drami u međunarodnoj koprodukciji Ti mene nosiš, koji se premijerno prikazao na Filmskom festivalu u Karlovim Varima) te osvojio 6 nagrada na Pulskom, 4 na Crnogorskom filmskom festivalu (između ostalog i Nagradu za najboljeg redatelja) i Grand Prix Zadarskog filmskog festivala. Dobila je i Zlatnu mimozu na najboljeg redatelja na festivalu u Herceg Novom te Nagradu Mirko Kovač za najbolji scenarij 2015. godine.